# Tomahawk, Wisconsin
Tomahawk là một thành phố thuộc quận Lincoln, tiểu bang Wisconsin, Hoa Kỳ. Năm 2000, dân số của thành phố này là 3770 người.